# Immigration française au Brésil
L’immigration française au Brésil commence peu après la découverte du pays et la création de la France antarctique puis de la France équinoxiale mais c'est surtout à partir du XIXe siècle qu’elle prend de l’importance. 
Entre 1850 et 1965, près de 100 000 Français ont immigré au Brésil[réf. nécessaire]. C'est le pays qui a reçu le deuxième plus grand nombre d'immigrants français en Amérique du Sud après l'Argentine (239 000).
Aujourd'hui, selon l'Ambassade de France au Brésil, 2 000 000 de Brésiliens ont des ascendants français et forment ce que l'on appelle parfois le groupe des Franco-Brésiliens.

## Histoire
De 1819 à 1940, 40 383 Français ont immigré au Brésil. La plupart d'entre eux se sont installés dans le pays entre 1884 et 1925 (8008 de 1819 à 1883, 25 727 de 1884 à 1925, 6648 de 1926 à 1940). La communauté française au Brésil comptait 592 personnes en 1888 et 5 000 en 1915. Il a été estimé que 14 000 Français vivaient au Brésil en 1912.
De 1884 a 1943, 33 058 Français ont immigré au Brésil ce qui est plutôt faible par rapport à ses voisins européens.
En 1895, par exemple, sur les 65 000 immigrés entrés dans le pays, 63 % étaient italiens, 21 % portugais, près de 7 % espagnols, 3,4 % allemands et seulement 1,5 % étaient français.

## Brésiliens d’origine française célèbres et Français actifs au Brésil célèbres
- Alfred Agache[réf. nécessaire]
- Vitor Belfort[réf. nécessaire]
- Lucio Costa
- Marc Ferrez[réf. nécessaire]
- Hercule Florence
- Éder Jofre[réf. nécessaire]
- Fernand Jouteux
- Gaston d’Orléans (1842-1922)
- Nelson Piquet[réf. nécessaire]
- Nelson Angelo Piquet[réf. nécessaire]
- Ivo Pitanguy[réf. nécessaire]
- Alberto Santos-Dumont (1873-1932)
- Arkan Simaan[réf. nécessaire]
- Eduardo Suplicy[réf. nécessaire]
- Alfredo d'Escragnolle Taunay
- Félix-Émile Taunay[6]